# Антохин, Геннадий Иванович
Генна́дий Ива́нович Анто́хин (род. 6 марта 1949 года, город Красноярск, Красноярский край, РСФСР, СССР) — советский и российский капитан ледокола, капитан-наставник отдела Департамента безопасности и качества филиала ПАО «Дальневосточное морское пароходство» (Владивосток, Приморский край), Герой Труда Российской Федерации (2021).

## Биография
Родился в Красноярске. После окончания средней школы в 1966 году поступил на судоводительское отделение Дальневосточного высшего инженерного морского училища во Владивостоке. По окончании училища работал помощником капитана, затем в 1982 году стал капитаном ледокола. За 30 лет работы командовал ледоколами «Владивосток», «Ермак», «Красин» и «Адмирал Макаров». Осуществлял проводку через дальневосточные и арктические моря. В 1985 году в качестве капитана ледокола «Владивосток» участвовал в спасении научно-экспедиционного судна «Михаил Сомов» из антарктических льдов, совершив переход из Арктики в Антарктику.
В 2012 году переведён на должность капитана-наставника.

## Награды
Высшие звания:
- Герой Труда Российской Федерации (2021 год) — «за особые трудовые заслуги перед государством и народом»[7].

Ордена, медали и знаки:
- орден «За заслуги перед Отечеством» IV степени (2012);
- орден «За морские заслуги» (2002);
- орден Мужества (1998);
- орден Трудового Красного Знамени (1987);
- нагрудный знак «Почётный полярник» (1981);
- нагрудный знак «Отличник гидромет-службы СССР» (1982);
- нагрудный знак «Почётный работник морского флота» (1985);
- нагрудный знак «Почётный работник транспорта России» (2005);
- нагрудный знак отличия «За безаварийную работу на морском транспорте» I степени (2009);
- почётный знак «Почётный житель Приморского края» (2014)[8].